# La donna stravagante
La donna stravagante è una commedia teatrale in cinque atti in versi martelliani di Carlo Goldoni messa in scena per la prima volta nel Teatro San Luca di Venezia durante il Carnevale del 1756. La commedia fu accolta con buon successo, benché nei suoi Mémoires Goldoni si disse certo che avrebbe potuto avere ancor più successo con una diversa attrice nel ruolo principale di Livia. Ad ogni modo, Gasparo Gozzi in una lettera dell'11 febbraio 1756 scrisse di averla ascoltata con piacere due volte. 
Secondo alcuni studiosi, l'autore avrebbe tratto spunto da La bisbetica domata di Shakespeare per il tema della sorella maggiore che deve assolutamente sposarsi prima della minore. D'altra parte è certo che il commediografo veneziano conoscesse alcune opere di Shakespeare, visto che nella dedica al console inglese Murray contenuta nell'edizione a stampa de I malcontenti fa espresso riferimento al Bardo: Il vostro celebre Shakespeare, venerebile non meno sui Teatri Britannici, che presso le nazioni estere ancora, ha unito perfettamente in sé stesso la Tragica e la Comica facoltà.

## Trama
Le sorelle Livia e Rosa, rimaste orfane, vivono in casa dell'affettuoso e saggio zio paterno, il cavalier Riccardo. Livia, la maggiore, ha un carattere fiero e ostinato, è iraconda e capricciosa; Rosa, la minore, è invece dolce e giudiziosa. Dopo una serie di equivoci e contrasti, Livia - ritrovata la ragione - finirà per sposare in segreto lo spasimante che più aveva fatto soffrire. 

## Poetica
Scrisse l'autore nella prefazione per l'edizione a stampa: Supplico però le Signore Donne non isdegnarsi meco, pensando che solo al loro sesso apponer voglia l'essere stravagante. Noi pure abbiamo la parte nostra, e credo che la bilancia non vaglia a traboccar da veruna parte. Fra le opere mie vi ho dipinti degli uomini stravagantissimi, e ciò basti per mia giustificazione presso quella cara metà di mondo, di cui non sono mai stato nemico..